# Річківська сільська рада (Івацевицький район)
Річківська сільська́ ра́да (біл. Рэчкаўскі сельсавет) — адміністративно-територіальна одиниця у складі Івацевицького району Берестейської області Білорусі. Адміністративний центр — село Річки.

## Склад
Населені пункти, що підпорядковувалися сільській раді станом на 2009 рік:
| Населений пункт | Тип  | Населення, осіб (2009) |
| --------------- | ---- | ---------------------- |
| Гутка           | село | 97                     |
| Краї            | село | 617                    |
| Річки           | село | 852                    |
| Рудня           | село | 489                    |

## Населення
За переписом населення Білорусі 2009 року чисельність населення сільської ради становила 2055 осіб.

### Національність
Розподіл населення за рідною національністю за даними перепису 2009 року:
| Національність            | Осіб | Відсоток |
| ------------------------- | ---- | -------- |
| білоруси                  | 2035 | 99,03 %  |
| росіяни                   | 7    | 0,34 %   |
| національність не вказана | 7    | 0,34 %   |
| українці                  | 5    | 0,24 %   |
| чуваші                    | 1    | 0,05 %   |
| Разом                     | 2055 | 100 %    |